# Schanskapel (Budschop)

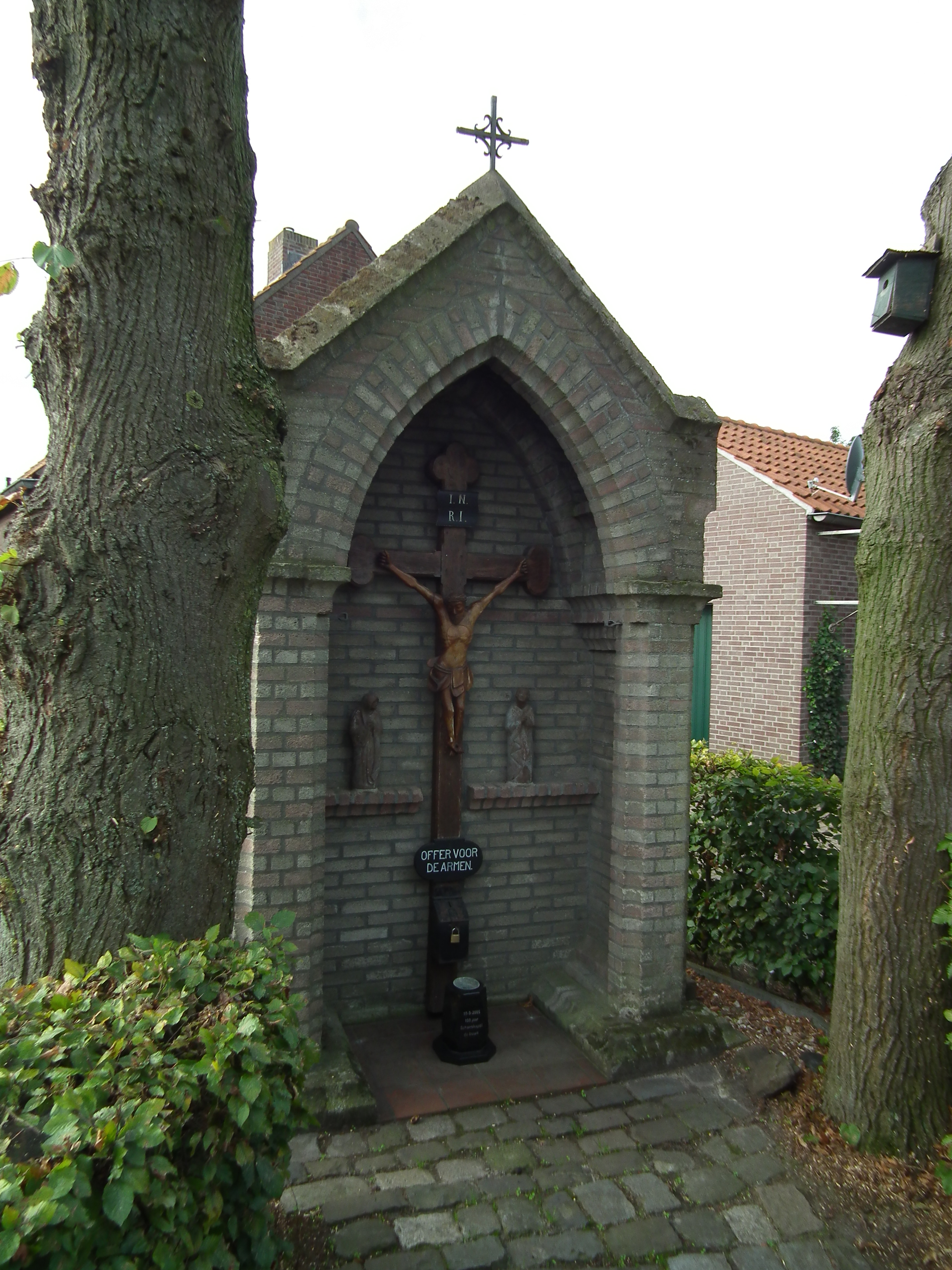
De Schanskapel

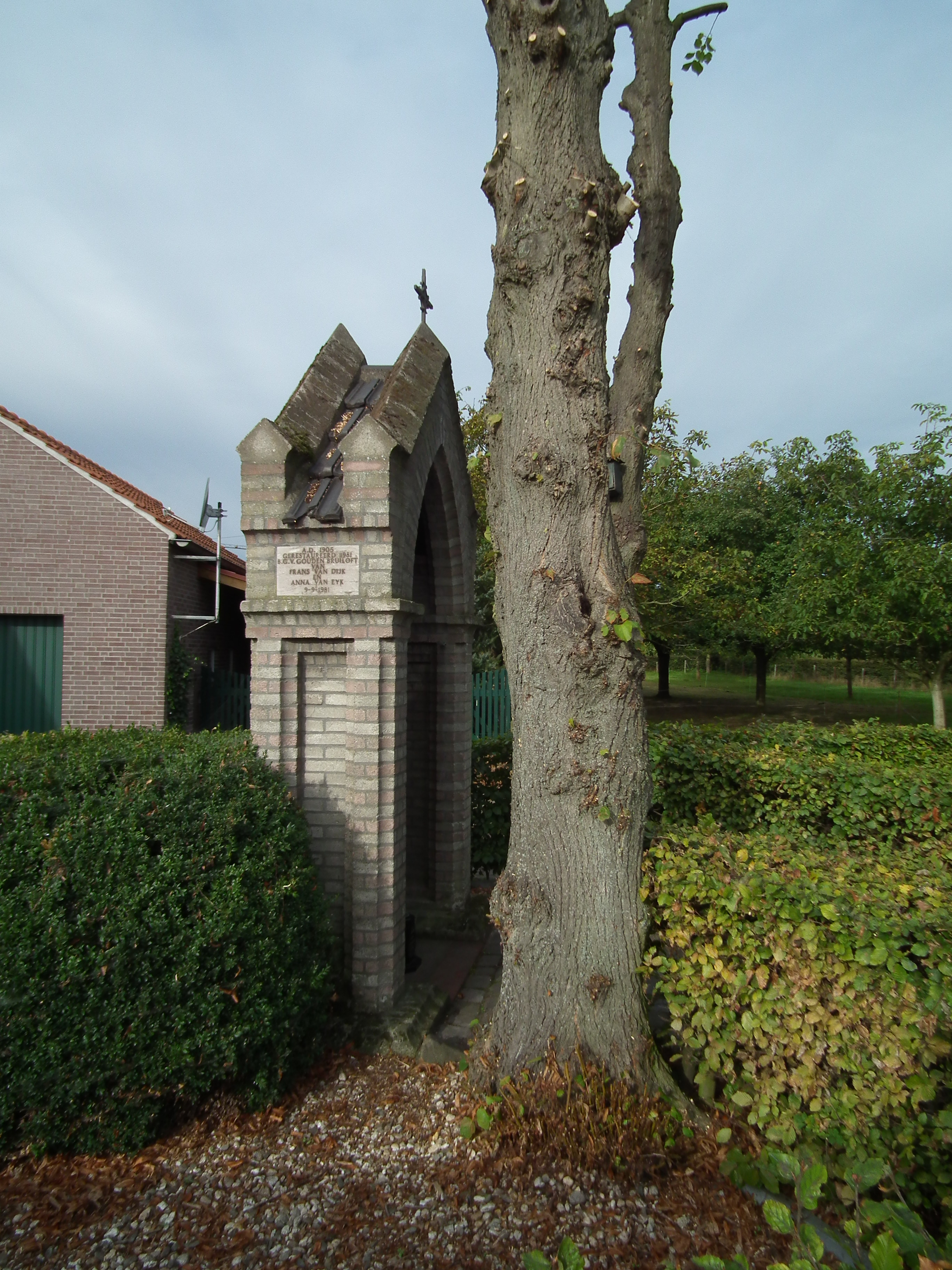
Zijgevel

De Schanskapel is een kapel in Budschop en Kreijel in de Nederlandse gemeente Nederweert. De kapel staat bij Hoofstraat 4 ten oosten van het dorp en ten zuiden van Kreijel. De naam verwijst naar de Kreijelschans die hier ooit gelegen was.
De kapel is gewijd aan het kruis.

## Geschiedenis
In 1905 werd de kapel gebouwd.
In 1981 onderging de kapel een restauratie toen Frans van Dijk en Anna van Eyk hun gouden bruiloft vierden.

## Gebouw
De open bakstenen niskapel is opgetrokken op een rechthoekig grondplan en wordt gedekt door een verzonken zadeldak met pannen. Op de randen van het zadeldak is een cementen opstaande rand aangebracht. De achtergevel en frontgevel zijn een puntgevel met verbrede aanzet en schouderstukken. In de zijgevel is een gevelsteen aangebracht met de tekst:

A.D. 1905
Gerestaureerd 1981
B.G.V. gouden bruiloft van
Frans van Dijk
en
Anna van Eyk
9-9-1981

In de frontgevel bevindt zich de spitsboogvormige opening van de kapel waarin een calvarie getoond wordt. Tegen de achterwand is een houten kruis met corpus geplaatst. In de achterwand zijn twee consoles gemetseld waarop de beeldjes staan van Maria en de apostel Johannes.